# Calumet (Oklahoma)
Pour les articles homonymes, voir Calumet (homonymie).
Calumet est une localité du comté de Canadian en Oklahoma.
D’une population de 507 habitants en 2010, la ville a été créée lors du Land Run of 1892 (en) et incorporée en 1942.

## Géographie
La ville se trouve près du North Canadian River.
Elle est située sur une portion d’origine de l’U.S. Route 66.